# Чекаленко Людмила Дмитрівна
Чекаленко Людмила Дмитрівна  — докторка політичних наук, професорка, гостьовий професор Ягеллорського, Краків і Познанського Адама Міцкевича університетів, Республіка Польща, професор КНУ Тараса Шевченка, Київ, дипломат. Дослідниця проблем міжнародних відносин, процесів європейської інтеграції і зовнішньої політики України. Завідувачка кафедри зовнішньої політики і дипломатії Дипломатичної академії України при Міністерстві закордонних справ України, заслужена діячка науки і техніки України. Викладає навчальні курси: «Європейська інтеграція», «Міжнародні відносини і світова політика», «ОБСЄ: історія і сучасність», «Зовнішня політика України», «Дипломатичний протокол», «Теорія міжнародних відносин».

## Біографія
Вища освіта — Київський державний університет імені Тараса Шевченка, історичний факультет. Наукова співробітниця Інституту світової економіки  і міжнародних відносин НАН України. Працювала в Адміністрації Президента України в Управлінні з питань зовнішньої політики, в Посольстві України в Російській Федерації, Національному інституті проблем міжнародної безпеки РНБО України.
З 2006 року — професорка кафедри європейської і євроатлантичної політики, з 2010 — професорка кафедри регіональних систем та європейської інтеграції, з 2014 — завідувачка кафедри зовнішньої політики і дипломатії Дипломатичної академії України МЗС України. Викладала (за сумісництвом) в Національній академії державного управління при Президентові України, де за рейтингом викладачів посіла друге місце, а також в Інституті міжнародних відносин Київського національного університету імені Тараса Шевченка.
Підвищувала кваліфікацію за кордоном: в Інституті міжнародних відносин РП і Польському інституті дипломатії МЗС Республіки Польща (Варшава), Школі НАТО (Угорська Республіка), Естонській школі дипломатії (Естонія, м. Таллінн), на курсах англійської мови: Peace keeping English Project (2004, British Council).
Чекаленко Людмила як запрошена професорка викладає навчальні курси «Зовнішня політика України», «Європейська інтеграція» в дипломатичних школах інших країн (Естонії, Росії, Польщі тощо). Брала участь у роботі Консультаційного Комітету Президентів України і Республіки Польща як науковий консультант (1994—1998). Експерт спільної комісії українських і польських істориків (з написання підручників з гуманітарних дисциплін). Ініціювала і разом з колегами (Володимир Фуркало, Віктор Воронін) аргументувала започаткування державного свята України «День дипломата» 22 грудня (1997). Перебуваючи на дипломатичній службі за дорученням Міністра — Надзвичайного і Повноважного Посла Г. Й. Удовенка сприяла просуванню кандидатури України на місце непостійного члена Ради Безпеки ООН (2000—2001); ініціювала проекти розвитку співробітництва з країнами Європейського Союзу, пошуку альтернативних джерел енергії, зокрема у співпраці з Норвегією; просування України до набуття повноправного або асоційованого членства в міжнародних організаціях (Вишеградська четвірка, ЦЄІ, ЦЄФТА, Рада країн Балтійського моря тощо). Сприяла виробленню критеріїв щодо захисту українських трудових мігрантів за кордоном; брала участь у розробці концепції і проекту Закону України «Про основи національної безпеки України» (РНБОУ); у підготовці матеріалів щодо проблемних питань кордонів з Росією та Румунією (РНБОУ); врегулювання Придністровського конфлікту, засад стратегічного партнерства, європейської інтеграції тощо.
Професорка Чекаленко Л. Д. викладацьку роботу поєднує з науковою. Має понад 300 наукових робіт, зокрема монографії, підручники, навчальні посібники, брошури, статті тощо, що розміщені на авторському сайті: http://lyudmilache.at.ua/blog [Архівовано 13 листопада 2016 у Wayback Machine.].
Публікувалася поза Україною в Польщі, ФРН, Франції, Чехії, Росії, член спеціалізованих вчених рад із захисту докторських і кандидатських дисертацій з історії та політології.

## Нагороди
Чекаленко Л. Д. нагороджена Почесною грамотою МЗС України і пам'ятною медаллю (2010), Почесною грамотою Національної академії державного управління при Президентові України (2010), Почесною грамотою НАН України (1992), Пам'ятною медаллю «1500-річчя Києва» (1982), медаллю НАН України «Ветеран праці» тощо.
За значний особистий внесок у розвиток національної освіти, підготовку кваліфікованих кадрів дипломатичної служби, багаторічну плідну педагогічну діяльність та високий професіоналізм Чекаленко Л. Д. Указом Президента України № 751/2014 р. від 03 жовтня 2014 року присвоєно почесне звання «Заслужений діяч науки і техніки України».

## Основні праці
Із опублікованих робіт можна виокремити монографії й підручники:
- "Публічна історія: виклики 21 століття" : монографія. "Public History: The Challanges of 21 cen." KНУ Шевченка, Інститут всесвітньої історії НАН України. Київ. 2021. 278 с. з іл.
- «Foreign policy of Ukraine» (англійською): наукова монографія / Ed. by Tsivatyi V.G. –K: LAT&K, 2016. — 294 p., 8 p. pic. 20 др арк https://web.archive.org/web/20161111175720/http://dipacadem.kiev.ua/news/z-nagody-25-ji-richnyci-nezalezhnosti-ukrajiny-pid-gryfom-dyplomatychnoji-akademiji-ukrajiny-pry-mzs-ukrajiny-vyjshla-drukom-monografiya-zaviduvacha-kafedry-zovnishnoji-polityky-i-dyplomatiji-zasluzh/ Рецензія: https://web.archive.org/web/20161112042858/http://uaforeignaffairs.com/ua/blog/usi-blogi/view/article/zovnishnja-politika-ukrajini-dlja-svitovogo-ukrajinstva-z
- «Зовнішня політика України»: підручник / За наук. ред. ректора Дипломатичної академії України при МЗС України М. А. Кулініча / Відп. ред. Перший проректор ДАУ при МЗС України В. Г. Ціватий /  Київ: «LAT&K», 2015. — 477 с., 8 с. іл. Рецензія: проф. Копійки В. В. Зовнішньо політична парадигма України: історія і сучасність //Зовнішні справи. 2015. № 4. С.59. http://uaforeignaffairs.com/uploads/media/ZS_04_.pdf%5Bнедоступне+посилання+з+липня+2019%5D
- «Зовнішня політика і безпека України»: наукова монографія, РНБОУ, Київ, 2005.
- «Україна в системі міжнародних відносин»: навчальний посібник, Освіта, Київ, 1998.
- «Дипломатія»: словник-довідник, Київ, 1997.
- «Зовнішня політика України»: підручник, Вид-во «Либідь», Київ, 2007[2]
- «Витоки української дипломатії»: посібник, Київ, 2009 [Архівовано 23 грудня 2014 у Wayback Machine.][3][4][5][6] ;
- «Зовнішня політика України від давніх часів до наших днів»: підручник, Київ, 2011[7];
- «Світові інтеграційні процеси в умовах трансформації міжнародних систем» (у співав.), за наук. ред. проф. Л. Д. Чекаленко: навчальний посібник, Київ, ДАУ, 2013. 628 с.)[8][9] ;
- розділи в монографіях Інституту європейських досліджень НАН України, Дипломатичної академії України «Україна дипломатична», журналах НАДУ і МЗС України «Зовнішні справи»:
  - «Росія contra України».
  - «ЄС-Україна: енергетична залежність».
  - «Становлення системи безпеки європейської інтеграції (етапи, механізми реалізації, залучення України».
  - «Нові виклики європейської та євроатлантичної інтеграції як застереження для України».
  - «Феномен ЄС як інтеграційний процес континенту».
  - «Формування єдиного європейського простору та перспективи України».
  - «Україна і Республіка Польща: від історичних стереотипів до стратегічного партнерства» тощо.

## Матеріали про Чекаленко Л. Д
Про Чекаленко Л. Д. надруковані матеріали у виданнях:
- М.Ожеван. Рецензія (Стратегічна панорама, 2005, № 1);
- Ю.Шаповал. Про людину і державу (День, № 38, 2005, 3 берез.),
- Україна у європейській системі безпеки і співробітництва[1];
- В.Манжола. За принципом історизму (Політика і час,1999, № 1);
- М.Дмитрієнко. Рецензія (Бібліотечний вісник, 2001, № 1),
- С.Пирожков. До читача («Зовнішня політика і безпека України», с.5),
- Б.Гуменюк. Слово до читача («Витоки української дипломатії», с.6-7);
- Борис Гуменюк. Про триєдність дипломатії і триєдність дипломата / Борис Гуменюк, ректор Дипломатичної академії України // Зовнішні справи, 2010. — № 1 [Архівовано 27 лютого 2019 у Wayback Machine.][2];
- посилання на розділи в кол. монографіях і статті[недоступне посилання з липня 2019];

- [Архівовано 6 листопада 2015 у Wayback Machine.]5 Матеріали про Чекаленко Л. Д.

1. ↑  http://pidruchniki.com.ua/. Архів оригіналу за 19 липня 2011. Процитовано 3 липня 2011. {{cite web}}: Зовнішнє посилання в |title= (довідка) [Архівовано 2011-07-19 у Wayback Machine.]
2. ↑  Рецензія: http://dlib.eastview.com/browse/doc/7969431 [Архівовано 6 березня 2016 у Wayback Machine.];